# Prémilhat
Prémilhat település Franciaországban, Allier megyében. Lakosainak száma 2513 fő (2022. január 1.). Prémilhat Domérat, Lavault-Sainte-Anne, Lignerolles, Montluçon, Quinssaines és Teillet-Argenty községekkel határos.

## Népesség
A település népességének változása:
| Lakosok száma | 1172 | 2162 | 2051 | 2149 | 2408 | 2443 | 2458 | 2507 | 2506 | 2513 |
|               | 1968 | 1982 | 1990 | 2006 | 2013 | 2015 | 2017 | 2019 | 2020 | 2022 |